# Maria Ohisalo
Maria Karoliina Ohisalo, née le 8 mars 1985 à Vesala (Helsinki), est une femme politique finlandaise, membre de la Ligue verte (Vihr), dont elle est la présidente de 2019 à 2023.
De 2022 à 2023, elle est ministre de l'Environnement et du Climat dans le gouvernement de Sanna Marin.

## Biographie

### Jeunesse et formation
Elle obtient son baccalauréat en 2004 après ses études au lycée de Mäkelänrinne (fi).
En 2011, elle obtient un master en science politique de l'université d'Helsinki avec une majeure en politique sociale,. 
En 2017, elle soutient sa thèse de doctorat en sociologie à l'université de l'Est de la Finlande,.

### Carrière politique
Maria Ohisalo est membre de la Ligue verte et vice-présidente depuis 2015. Elle dirige brièvement le parti par intérim en septembre-octobre 2018, après le retrait de Touko Aalto (en).
Le 14 avril 2019, elle est élue députée à l'Eduskunta pour la circonscription d'Helsinki. Le 6 juin suivant, elle entre au gouvernement du Premier ministre Antti Rinne comme ministre de l'Intérieur. Au retour de son congé maternité le 7 juin 2022, elle devient ministre de l'Environnement.
Le 15 juin 2019, elle est élue présidente de la Ligue verte lors de son congrès, étant la seule candidate. Elle quite cette fonction en juin 2023.
Elle est élue au Parlement européen lors des élections européennes de 2024 . 